# Stephaics Ferenc
Stephaics Nemesdédi Ferenc báró (Nemesdéd, 1739. – 1811. április 9.) császári-királyi vezérőrnagy, a Katonai Mária Terézia-rend lovagja. Magyar nemesember fiaként született.

## Élete
1757-ben, a hétéves háború elején 18 éves közlegényként lépett be a magyar császári-királyi hadseregbe. Gróf Széchenyi Antal 3. lovas huszárezredében kezdte pályafutását, aki zászlótartóvá nevezte ki. Széchenyi nekiadta azt a kalapját, amelyet édesapja készíttetett számára, amikor ő is zászlótartó lett. Ebben szolgált egészen az altábornagy rangig, amíg a kolíni csata után a 3. huszárezred felelőse nem lett. Széchenyi azt kívánta Stephaicsnak, hogy vigye annyira, amennyire ő.
Stephaics bátorságával sokszor kitüntette magát, így emelkedett fokról fokra az altiszti lépcsőkön. A hétéves háborúban végig harcolt, ahogyan a kolini csatában, (1757. június 18) Torgaunál, valamint a maxeni és meisseni csatákban és számos egyéb kisebb-nagyobb ütközetben is. Ezek mindegyikében elismerten vitézül küzdött, háromszor meg is sebesült.

## Katonai pályafutása
1758 szeptemberétől káplár lett. Parancsnoka ajánlásának köszönhetően az udvar is tudomást szerzett róla.
1760. június 1-én Mária Terézia felvétette az akkor alakuló Magyar Királyi Nemesi Testőrségbe, ahol 1767. május 30-ig szolgált. Ez idő alatt 1764-ben a pozsonyi országgyűlés tartamára kirendelt testőr-különítménybe is be lett osztva.
1767-ben főhadnagyként került a 3. számú (ekkor már Újházy, később Eszterházy) huszárezredhez. 1771-ben másodkapitányi, 1775-ben első kapitányi kinevezést nyert. 1778-ban a bajor örökösödési háborúban, Jägerndorfnál huszárszázadával bátran megrohanta a Sziléziába betört porosz Stutterheim és Werner tábornokok 1600 fős elővédjét. Brannsdorfig űzte vissza őket, komoly veszteségeket okozva. 1779. évben Lossow porosz tábornok napkeltekor, 20 svadron huszárral és egyéb lovassággal támadt az igen kevés emberével Frey-Hermsdorfnál állomásozó Stephaicsra. Lossow megpróbálta kiszorítani az állásaiból, Stephaics azonban olyan elszántan védekezett, hogy az ellenség kétórás ütközetet követően, jelentős számú halottal és sebesülttel, dolgavégezetlenül visszavonulni kényszerült.
1780-ban a sziléziai Köningsberben állomásozott és kisebb-nagyobb csatákban vett részt. A németalföldi forradalom alatt 1790-ben alakulatától kikülönítve Osztrák Németalföldre (ma Belgium) vezényelték. 
1790. szeptember 22-én különösen kitüntette magát rendkívüli megfontoltsága és vitézsége által. Ezen a napon Sorinne-la-longue településnél, LaTour hadtestét az ellenség minden oldalról körül vette és az aránytalanul nagy túlerő az Assesse-nél lévő magaslatokra visszavonulásra kényszerítette. Stephaics a veszélyt felismerve, parancsra sem várva, a 2000 fős ellenséges elővédre támadt öt szakasz huszárral, továbbá felvonultatott a würzburgi gyalogososzloptól két üteget, és elszántan lövetni kezdte az ellenséget. Így sikerült megtartania, illetve újra birtokba vennie a már elveszettnek tűnt állásokat. Ezáltal a csata szerencsés kimeneteléhez a legjelentősebben járult hozzá, mivel a nagy fölényben lévő ellenséget a legfontosabb állásokból szorította ki. Mindezért őrnaggyá léptették  elő.
1792-ben a franciák elleni háború kitörésekor a határon lévő Givet nevű településsel szembe, Menil-Saint-Blaise-hez vezényelték 100 huszárral megfigyelőállásba. Innen a legmegbízhatóbb híreket küldte útmutatásul az ellenség erejéről és mozgásáról a Mons-nál álló császári-királyi erőknek. Még ebben az esztendőben, április 30-án a 20 000 főnyi ellenség hat oszlopban Hastier, Dinant és Menil-Saint-Blaise irányába nyomulva körülkerítéssel fenyegette. Stephaics haladéktalanul és szerencsésen kitört a bekerítésből, visszavonulását pedig olyan előrelátóan és körültekintően szervezte meg, hogy ennek során sem embert, sem lovat nem vesztett. Ennek során egyúttal saját kezdeményezésből a Hastier-ben, Saint Blaise-ben és Sorinne sur Dinantban lévő császári-királyi vámpénztárakban található készpénzt is begyűjtötte, majd az így megmentett összeget Namurban átadta a császári-királyi pénztárnak. 
Nem sokkal ezt követően von Moitelle tábornoktól parancsot kapott, hogy 200 huszárral az Onhaye-nál táborozó francia Gouvion tábornok hátába támadjon. Stephaics vakmerően, ugyanakkor kellő körültekintéssel ütött rajta az ellenséges tábortól egészen Sommière-ig felállított előőrsökön, majd a 3. normandiai lovas-vadászezreden. Elszánt küzdelem során, embereivel az ellenséget teljesen szétverte, sokukat levágta, még többet pedig megsebesített, de ezek nagy része is Hastier-ben utóbb belehalt sérüléseibe. Az ellenség így arra kényszerült, hogy Onhaye-nál lévő legjobb állásait elhagyja és a Philippeville-nél lévő Florenne-ig vonuljon vissza. Stephaics fegyverténye ezzel előkészítette Sztáray tábornok hamarosan bekövetkezett ragyogó győzelmét. Luxemburgba és Namurba az ellenség többször betört és fosztogatott - Stephaics volt az, aki ezeknek az ellenséges portyáknak véget vetett. Jelentős élelmiszerkészleteket szállíttatott a namuri katonai raktárba, és az ellenségtől zsákmányolt, beszerzésre szánt pénzkészletet a brüsszeli hadikasszában helyezte biztonságba.
Amikor hírül vette, hogy az ellenség a Chamborant-huszárezred révén megtorlásra készül, szándékukat megelőzve magához vette a Marche-ban található 16 600 forintnyi vámpénztárat, és biztonságba helyezte a császári-királyi pénztárba, így csak a pénz hűlt helyét hagyva a franciáknak.
Albert Kázmér szász–tescheni hercegtől Stephaics azt a parancsot kapta, hogy 300 huszárral, öt század könnyű gyalogossal és két ágyúval a Maubeuge-nél lévő ellenséges táborral szemközt felállított császári-királyi hadsereg balszárnyát fedezze. A Sambre és Meuse folyók közötti területet védje meg a Givet és Philippeville környékéről fenyegető ellenséges betörésektől, miáltal Namurt is biztosítja. E fontos feladat pontos végrehajtását teljesen Stephaics belátására hagyták.
Jól kitervezett módszere alapján Franchimont és Romeden településekig nyomult előre, közben szüntelenül nyugtalanítva a Givet-ben és Philippeville-ben állomásozó ellenséget. Ennek köszönhetően nem csupán a Sambre és Meuse közötti terület maradt az ellenséges betörésektől mentes, hanem sikerült bizonytalanná tennie a franciák által készleteik Philippeville-ből Maubeuge-be történő szállítására használt utakat is, amelyeket ráadásul csak nemrég hozattak járható állapotba.
Így végül az ellenség arra kényszerült, hogy valamennyi szállítmányt Philippeville-ből Maubeuge-be 20-30 órás kerülővel, Marienburgon keresztül, egy nehezen járható úton juttasson el. Stephaics erre Beaumont-ig nyomult előre, és Sart-le-chateu-ig több pontot megszállt, majd jelentős mennyiségű szénát szállíttatott el az ellenséges raktárakból a charleroy-i császári-királyi katonai raktárba. 
A franciák ettől annyira megrémültek, hogy a Beaumont felé vezető út mentén található valamennyi fát kivágatták, és ezekkel eltorlaszolták az utakat, hogy a lovasság számára járhatatlanná tegyék. Ezzel a lövegeik számára is fedezékeket alakítottak ki, próbálva hatékonyabbá tenni azok alkalmazását.
Az előny mellett azonban, sokkal nagyobb hátrányuk is származott, mivel Lafayette francia tábornok is arra kényszerült, hogy Marienbourg felé nagy kerülőt tegyen, amikor a körülmények arra kényszerítették, hogy a Maubeuge-nél lévő táborban változásokat foganatosítson.
Boux-la-Crois-nál Champagne-ban, Stephaics a 13 000 fővel előrenyomuló ellenséggel szemben egy svadron huszárral és négyszázadnyi vadásszal, az erősítés beérkeztéig, olyan elszántan védekezett három órán keresztül, hogy az ellenség feladta további előrenyomulási szándékát, és egyúttal letett az ott lévő erdő megszállásának tervéről is, miáltal Clerfayt tábornagy hadteste két tűz közé került volna. 
1792. november 30-án Courivalnál az egyik legragyogóbb hőstettét vitte véghez. Történt ugyanis, hogy von Lusignan alezredes, a Bender-gyalogezred 3. zászlóaljával és egy zászlóalj Stuart gyalogossal együtt, fogságba esett. A 17 000 főnyi erővel bíró ellenséges hadtest pedig akadálytalanul nyomult előre, erőteljes tüzérségi támogatás mellett. Ekkor Stephaics, osztálya élén bátran szembeszállt az előrehatoló franciákkal, és déli 12 órától késő estig tartotta állásait a leghevesebb ágyútűzben, majd csak ezt követően kezdett lassan visszavonulni, mikor már a szárnyát lőtték. Visszavonulását Assesse-nél megállította, és több mint 100 embert megmentett, akik a ronzini kastélyban kiszolgáltatott helyzetbe kerültek. Miután szilárdan tartotta itteni állását, a Beaulieu parancsnoksága alatt álló hadtest visszavonulását is fedezte.
Amikor pedig az ellenség Vit és Salm települések, valamint egyéb luxemburgi területek irányába kisebb alegységekkel gyakori portyákat hajtott végre zsákmányszerzés és egyéb sanyargatások céljával, Stephaics kapott parancsot, hogy garázdálkodásukat megfékezze. Hamarosan el is fogott egy Stavelotból Saint Vitbe küldött ellenséges portyázó osztagot. 
Az emiatt elkeseredett ellenség a továbbiakban mindent elkövetett, hogy Stephaicsot erről a környékről kiszorítsa! Már néhány nap múlva, két 400-400 fős, részint gyalogosokból, részint lovasokból álló oszlopban Stavelottól Malmedy irányába nyomult előre az ellenség és Neudorfnál megtámadott egy előőrsöt, melyet ott állított fel Stephaics. Ő erre a megtámadott előőrs segítségére sietett egy svadronnal, és az ellenséges oszlopot olyan elszántsággal támadta meg, hogy ezek nagyobb részét le is vágta. Amikor a második oszlop is felvette vele a harcot, erre is hasonló bátorsággal támadt. Nagy veszteségeket okozva soraiban, visszaűzte a határon túlra. 
Alighogy véghez vitte ezt a fegyvertényt, hírt kapott, hogy La Roche vidékén egy ellenséges konvoj áll 150 szekérnyi gabona- és zabszállítmánnyal. Stephaics rögtön útra kelt és a konvojra támadt, sikerült is zsákmányul ejtenie az egész készletet, melyet a bastogne-i császári-királyi raktárba szállíttatott. 
1793 márciusában a császári-királyi hadsereg általános előrenyomulása folyt, Stephaics parancsot kapott a luxemburgi La Roche város elfoglalására, melyet akkoriban 900 főnyi, részben gyalogságból, részben lovasságból álló ellenséges katonaság tartott megszállva. Osztályával, valamint 450 gyalogossal, két löveggel, a Le Loup ezred néhány vadászával és néhány önkéntessel indult a feladat végrehajtására. Ehhez azonban, az Ourte folyón kellett átkelniük, amelyen egy híd sem volt található. Stephaics éjszaka rekvirált lovas kocsikból, melyeket a folyóba engedtek, majd deszkákkal kitámasztották, ideiglenes hidat állíttatott fel, így az emberei végül átkelhettek. 
Ezután óvatosan közeledett a városhoz, majd valamennyi irányból rajtaütött az előőrsökön, végül pedig rohammal bevette magát a várost. 
Ami nem vált csatatérré, azt a folyóba robbantották, és La Roche a császári-királyi erők birtokába került. Jelentős része volt Stephaicsnak a Chateau Cambresis melléki francia tábor megrohanásában is. 
Intézkedései oly helyesnek bizonyultak, hogy az ütközet után alezredessé lépett  elő.
1794. április 26-án, amikor az ellenség a császári-királyi tábort Chateau Cambresis-nél teljes erejével megtámadta, Stephaics volt az előőrseink balszárnyának parancsnoka. Az ellenség szándéka az volt, hogy bennünket az állásaikból kiszorítva, Landrecy erődjét felmentse az erőteljes szorításunkból. Az ellenség már meglehetősen mélyen előrenyomult, amikor Stephaics felismerte szándékukat. Anélkül, hogy parancsra várt volna, előőrsei állásait teljesen megváltoztatta, ezzel az ellenség zavarttá és bizonytalanná vált a követendő rendelkezések tekintetében. Stephaics, miután nem akart nekik időt engedni, hogy feleszméljenek, egy huszárosztályból és négy svadron angol könnyűlovasból összeállított egysége élén, haladéktalanul támadásra indult. Busigny és Honneche közt fekvő síkságon át megkerülte az ellenséges jobbszárnyat, majd mikor az ellenség is elkezdte megváltoztatni állásait, nem engedett szándékuk véghezvitelére több időt, hanem rögtön az ellenséges utóvédre támadt, méghozzá olyan ragyogó sikerrel, hogy nagy részüket levágták, a főcsapatnál pedig rettenetes zűrzavart okoztak. Stephaics a helyzetet kihasználva, feltartóztathatatlanul benyomult a megzavarodott ellenséges gyalogsági oszlopok soraiba, és lovasaival úgy közéjük vágott, hogy több mint ezer francia maradt a csatamezőn, de a maradéknak is csak üggyel-bajjal sikerült megúsznia. Ezen felül Stephaics nyolc ágyút, két tarackot, 15 lőporos szekeret és 88 tüzérségi lovat hozott haza zsákmányul a mieinknek. 
1794. július 7-én elnyerte a Mária Terézia Katonai Rend lovagkeresztjét, e hőstettek jogos elismeréseként a 34. Promóció során, minek nyomán a következő évben, 1795 augusztusában bárói méltóságra emelkedett. Még ugyanabban az esztendőben, október 13-án Neckarhausennél is kitüntette magát ezredessé, amikor ellenséges huszárok a nevezett települést fenyegették, Stephaics nagy elszántsággal rájuk vetette magát és a teljes ellenséges lovasságot Mannheimig űzte vissza.
1797. évben Stephaics ezredparancsnok lett a 9. számú Erdődy-huszárezredben. (később Nádasdy) 1799-ben az itáliai hadsereghez vonult ezredével. Itt újból bizonyságát adta oly gyakran kipróbált vitézségének. Alessandriánál, június 20-án, ahol Stephaics huszárait a tőle megszokott bravúrral vezette, egy lovat is elvesztett maga alól, miután maga is mindig a harc sűrűjében küzdött. Ragyogó bátorságával példát adott embereinek.
1800-ban vezérőrnaggyá léptették elő. 1801-ben tábornok. 1802-ben Reichenbergben, 1803-4 Troppauban, végül 1805-ben Radkersburgban dandárparancsnok.
1805 végén vonult vissza 48 év katonai szolgálat után 66 évesen nyugállományba. Nyugdíját 6 évig élvezhette, egészen 72 éves korában bekövetkezett haláláig.
Stephaics Ferenc a legvakmerőbb fajtájú lovasvezérek közé tartozott.
Feladatait, melyek során mindig az ellenfél számbeli fölényével kellett szembenéznie, nem oly vakmerően hajtotta végre, mint a híres huszár ezredes Simonyi József, hanem inkább jól tervezett megfontoltsággal, amely azonban példátlan hidegvérrel párosult. Az ellenség túlereje sohasem zavarta, rendelkezéseit ugyanakkor minden eshetőségre felkészülve adta ki, az eredmény így végül a legtöbbször az ellenség, nagy veszteséggel járó, fékevesztett menekülése lett.

## Magánélete
1769-ben főhadnagyként vette nőül egy mádi nemesember lányát, Püspöki Zsuzsannát. (1752-1836)
42 éves házasságuk alatt 8 gyermekük született. 2 fiú és 6 lány.
- 1769.- Helena
- 1771. -Susanna
- 1773. Theresa
- 1774. -Petronella
- 1775. -Clara
- 1778. -Joanna
- 1780. -Ferenc
- 1784. -János

Ferenc nevű fia 8 éves korától a bécsújhelyi Katonai Akadémián tanult.
1796-ban alhadnagyként került a 3. sz. huszárezredbe, ahol kapitányi rangig jutott. 
Fiatalon meghalt, mint János is. Így fiúágon nem maradtak utódok.
Leányágon utódai: Stephaics, Bencsik, Óriás, Paiss.

## Címere
Vörös pajzsban egy aranykoronából kinövő ezüst egyszarvú, amelyik a jobbjával egy arany markolatú, csupasz szablyát emel vágásra, a baljában pedig a copfjánál fogva egy levágott szaracén fejet tart. A sisaktartó vörös, arany alátéttel. Címertartó: bal oldalon arany oroszlán, jobb oldalon pedig egy páncélos vitéz található nyitott sisakrostéllyal, sisakján vörös tollforgóval, a jobbjában tartott csupasz szablyát a vállára támasztva.